# Стренин, Фёдор Михайлович
Фёдор Михайлович Стренин (1921—1948) — старший лейтенант Рабоче-крестьянской Красной Армии, участник Великой Отечественной войны, Герой Советского Союза (1943).

## Биография
Фёдор Стренин родился в 1921 году в селе Печерниковские Выселки (ныне — Михайловский район Рязанской области). Окончил пять классов школы. В 1938 году переехал в село Ая Алтайского района Алтайского края. В октябре 1941 года Стренин был призван на службу в Рабоче-крестьянскую Красную Армию. С декабря 1942 года — на фронтах Великой Отечественной войны.
К октябрю 1943 года гвардии красноармеец Фёдор Стренин был комсоргом 1-го батальона 72-го гвардейского стрелкового полка 24-й гвардейской стрелковой дивизии 1-го гвардейского стрелкового корпуса 2-й гвардейской армии Южного фронта. Отличился во время Мелитопольской операции. 9 октября 1943 года Стренин переправился через реку Молочная и принял активное участие в боях за захват и удержание плацдарма на её берегу. Во время последующих боёв у хутора Вайнау (ныне — село Благодатное Токмакского района Запорожской области Украинской ССР) Стренин заменил собой выбывшего из строя командира роты и успешно руководил штурмом узла немецкой обороны.
Указом Президиума Верховного Совета СССР от 1 ноября 1943 года за «образцовое выполнение боевых заданий командования по прорыву укрепленной полосы немцев и освобождению города Мелитополь и проявленные при этом отвагу и геройство» гвардии красноармеец Фёдор Стренин был удостоен высокого звания Героя Советского Союза с вручением ордена Ленина и медали «Золотая Звезда» за номером 2230.
После окончания войны в звании старшего лейтенанта Стренин был уволен в запас. Проживал и работал сначала на родине, затем в Ае. Скоропостижно скончался 7 июня 1948 года.
Был также награждён орденом Красной Звезды и рядом медалей.

## Память
- Мемориальная доска в память о Стренине установлена Российским военно-историческим обществом на здании Печернико-Высельской школы Михайловского района, где он учился.